# Amytis (Astyages)
Amytis (altpersisch Umati; * vor 563 v. Chr.) war die Tochter des Astyages und mögliche Gemahlin von Kyros II.
Der Historiker Ktesias von Knidos berichtet, dass Asytages 550 v. Chr. nach der Niederlage gegen Kyros II. vom Schlachtfeld in den Palast nach Ekbatana floh und dort von Spitamas und dessen Frau Amytis versteckt wurde. Um den Aufenthaltsort zu erfahren, nahm Kyros II. daraufhin Spitamas und dessen Frau Amytis als Geisel. Spitamas gab vor, den Aufenthaltsort von Astyages nicht zu kennen. Als Kyros II. verärgert die Folterung beider anordnen wollte, stellte sich Asytages freiwillig.
Kyros II., der sich in Amytis verliebte, verschonte das Leben von Astyages. Spitamas wurde mit der Begründung, dass er Kyros angelogen habe, hingerichtet. Kyros II. erhob nun Astyages in die ehrenvolle Stellung eines verwandtschaftlichen Vaters, um eine künstliche Geschwisterehe begehen zu können. Fortan galt Astyages ebenfalls als Vater des Kyros. In der  folgenden heiligen Hochzeit erhielten Kyros II. und Amytis die notwendige göttliche Weihe, die für eine dynastische Legitimation unverzichtbar war.
Amytis erhielt den höchsten Rang im Harem des Kyros II. sowie den Titel Königin-Mutter und gebar kurze Zeit nach der Heirat die Söhne Kambyses II. und Bardiya. Astyages bekam auf Grund seiner Ehrenstellung ein großzügiges Anwesen in Hyrkanien zugewiesen. Amytis nahm sich nach dem Tod von Bardiya durch Gift das Leben.
Folgt man diesem Bericht, wäre Kambyses II. frühestens 549 v. Chr. geboren und bei Ernennung zum König von Babylon erst elf Jahre alt gewesen. Keilschriftliche Belege liegen nicht vor, weshalb die Angaben von den Historikern angezweifelt werden.
Nach Xenophon war nicht Amytis, sondern Mandane Tochter des Astyages, Gemahlin von Kambyses I. und Mutter des Kyros II. Dieser kam aber laut Xenophon mit seiner Mutter erst mit 13 Jahren zu seinem Großvater Astyages.